# Lepaera (ort)
Lepaera är en ort i Honduras.   Den ligger i departementet Departamento de Lempira, i den västra delen av landet, 170 km nordväst om huvudstaden Tegucigalpa. Lepaera ligger 1 031 meter över havet och antalet invånare är 3 137.
Terrängen runt Lepaera är huvudsakligen kuperad, men söderut är den bergig. Terrängen runt Lepaera sluttar västerut. Runt Lepaera är det ganska tätbefolkat, med 78 invånare per kvadratkilometer. Närmaste större samhälle är Talgua, 15,6 km sydväst om Lepaera.  